# Troika
Troika é um álbum colaborativo dos músicos de rock/metal progressivo Nick D'Virgilio (Big Big Train, ex -Spock's Beard), Neal Morse (The Neal Morse Band, Transatlantic, Flying Colors, ex-Spock's Beard) e Ross Jennings (Haken, Novena) sob o nome D'Virgilio, Morse & Jennings. Foi lançado pela InsideOut Music em 25 de fevereiro de 2022.

## Contexto e divulgação
O álbum foi idealizado por Neal Morse, que queria criar músicas acústicas com harmonias vocais. Ele primeiro pensou em seu ex-companheiro de Spock's Beard, Nick D'Virgilio, e então eles consideraram Ross Jennings para a terceira voz. Ross comentou que as pessoas não deveriam esperar um álbum "Spock's Beard encontra Haken", e o trio se comparou a Crosby, Stills e Nash.
O álbum foi anunciado oficialmente em setembro de 2021. Em 29 de novembro eles soltaram uma prévia do primeiro single "Julia"; a música foi lançada mais tarde em 21 de dezembro de 2021, juntamente com o anúncio da data de lançamento do álbum. "Julia" foi escrita por Ross como um épico de 8 minutos, que mais tarde foi encurtado por Neal.
O segundo single, "Everything I Am", foi lançado em 11 de janeiro de 2022. Foi escrito por Neal "uma manhã, quando minha esposa estava tendo um dia ruim e é sobre como, não importa o que aconteça, nossas vidas estão totalmente entrelaçadas". O terceiro single, "You Set My Soul on Fire", foi escrito por D'Virgilio e lançado em 8 de fevereiro.

## Lista de músicas
| faixas de Troika |                                                                |         |  |
| N.º              | Título                                                         | Duração |  |
| 1.               | "Everything I Am" (Tudo Que Sou)                               | 5:43    |  |
| 2.               | "Julia"                                                        | 6:07    |  |
| 3.               | "You Set My Soul on Fire" (Você Toca Fogo na Minha Alma)       | 3:22    |  |
| 4.               | "One Time Less" (Uma Vez a Menos)                              | 4:53    |  |
| 5.               | "Another Trip Around the Sun" (Mais Uma Volta ao Redor do Sol) | 4:39    |  |
| 6.               | "A Change Is Gonna Come" (Uma Mudança Vai Chegar)              | 4:24    |  |
| 7.               | "If I Could" (Se Eu Pudesse)                                   | 4:02    |  |
| 8.               | "King For a Day" (Rei Por um Dia)                              | 5:47    |  |
| 9.               | "Second Hand Sons" (Filhos de Segunda Mão)                     | 4:43    |  |
| 10.              | "My Guardian" (Meu Guardião)                                   | 3:43    |  |
| 11.              | "What You Leave Behind" (O Que Você Deixa para Trás)           | 4:16    |  |
| 12.              | "Julia (Alternative Version)" (Julia (Versão Alternativa))     | 8:19    |  |
| Duração total:   | Duração total:                                                 | 59:58   |  |

## Créditos
Conforme Sonic Perspectives:
- Nick D'Virgilio – vocais; bateria; percussão; baixo; violão; guitarra elétricas; flauta de tron
- Neal Morse – vocais; baixo; violão, baixo fretless, guitarra slide e elétrica; órgão, Windkey, piano elétrico, bandolim
- Ross Jennings – vocais; guitarra elétrica e violão de 6 e 12 cordas; EBow; sintetizador
- Tony Levin – baixo em "If I Could"

## Recepção da crítica
| Críticas profissionais | Críticas profissionais |
| Avaliações da crítica  | Avaliações da crítica  |
| Fonte                  | Avaliação              |
| ---------------------- | ---------------------- |
| Sonic Perspectives     | 8.8                    |

Scott Medina, no Sonic Perspectives, comentou que "até certo ponto, o projeto já alcançou seu potencial em um minuto. O resto é apenas cobertura." Ele criticou a ordem das músicas, acreditando que a primeira metade era "muito mais acústica e com as faixas mais rock chegando na segunda metade, criando uma experiência de audição confusa. Misturá-las mais poderia ter propiciado uma apresentação mais completa do alcance do material." Ele encerrou dizendo que o trio "deixava suas vozes correrem soltas de alegria como se tivessem sido liberados para folgar de seus trabalhos diários".

## Paradas
| Parada (2022)                         | Maior colocação |
| ------------------------------------- | --------------- |
| Alemanha (Offizielle Deutsche Charts) | 38              |